# Maxence Lacroix
Maxence Guy Lacroix (* 6. dubna 2000) je francouzský fotbalista, který hraje jako obránce za anglický klub Crystal Palace.
Lacroix začal svou kariéru v Sochaux, v roce 2018 debutoval v seniorském týmu. V roce 2020 podepsal smlouvu s německým VfL Wolfsburg, v Německu strávil čtyři sezóny, v roce 2024 přestoupil do Crystal Palace. V sezóně 2024/25 vyhrál FA Cup.

## Reprezentační kariéra
Lacroix je bývalým mládežnickým reprezentantem Francie. Francii U17 reprezentoval na Mistrovství Evropy 2017 a Mistrovství světa 2017.

## Osobní život
Lacroix se narodil ve Villeneuve-Saint-Georges.

## Úspěchy

### Klubové
Crystal Palace
- FA Cup: 2024/25